# أنتونوف أن-32
أنتونوف أن-32 (بالإنجليزية: Antonov An-32)‏ هي طائرة نقل عسكرية بمحركين توربينيين أنتجت في 1976. من صناعة أنتونوف. كان أول طيران لها في 9 يوليو 1976. صنع منها 361 طائرة، وسعر الطائرة الواحدة منها هو 12-15 مليون دولار.

أول اعلان رسمي عنها كان في معرض باريس للطيران في مايو 1977 .اسمها الرمزي لدى حلف الناتو هو كلاين.

في يوليو 1976 ، قام النموذج الأولي من أنتونوف أن-32 برحلته الأولى.وتم الانتهاء من تطوير الطائرات أنتونوف أن-32 الثلاث قبل الإنتاج التسلسلي الكمي في أكتوبر 1982 في مصنع افيانت في كييف.
بدأت اختبارات القبول من قبل الدولة في عام 1983. وأكملت أول طائرة من الإنتاج التسلسلي رحلتها الأولى في يونيو 1983 .

## التصميم
تستمد طائرة أنتونوف أن-32 تصميمها من طائرة النقل أنتونوف أن-26 وقد تم تطويرها لتكون قادره على التغلب على الاحوال الجويه التي لم تكن أنتونوف أن-26 قادره على تحملها.

هناك حاليا 240 طائرة أنتونوف أن-32 تعمل حاليًا في جميع أنحاء العالم ( صنع من هذه الطائرة بالمجمل حوالي 373 نسخه).

تم تصميم الطائرة أنتونوف أن-32 لتناسب كل من العمليات العسكرية والمدنية، ويمكن أن تقلع وتهبط في المطارات ذات المدارج غير المعبده وممرات الإقلاع غير المجهزه.

تم تصميم الطائرة للمناورة ليلا ونهارا في المناطق الاستوائية والجبلية، حتى في الظروف المناخية الحارة (تصل إلى 55 درجة مئوية).

تتميز الطائرة بتصميم أجنحة عالٍ يتألف من حوامل المحرك على الجناح. جسمها أنبوبي مع استدارة في قسم الأنف وقمرة قياده مرتفعه.

تتميز أنتونوف أن-32 بأجهزة متقدمة للتعامل مع البضائع وباب شحن مزود بمنحدر لتسهيل تحميل أو تفريغ البضائع.

تم دمجها أيضًا مع جهاز معالجة البضائع العلوي لتحميل وتفريغ 3000 كجم من الحمولة.

يتم وضع الشحنات المعبأة على منصة نقالة بواسطة بكرة قابلة للفك.

الأقفال نصف الآلية المثبتة في المعدات الدوارة تفصل المنصات وتقلل من وقت انتظار الطائرة. تحمل المقصورة المضغوطة للطائرة شحنات ثقيلة وعربات مدولبه وسيارات.

## المستخدمون للنسخة العسكرية
- الهند
- أوكرانيا
- بنغلاديش
- العراق
- المكسيك
- بيرو
- السودان
- أنغولا
- سريلانكا
- كولومبيا

## المواصفات
- الطاقم: 4
- الحمولة: 42 من المظليين أو 50 راكبا مدنيا أو 24 مصاب مع ثلاثة من الطاقم الطبي
- الطول: 23.78 م
- جناحيها: 29.20 م
- الارتفاع: 8.75 م
- مساحة الجناح: 75 متر مربع
- الوزن فارغة: 16800 كيلوغرام
- الوزن عند الإقلاع: 27000 كجم[4]